# Fabulous Four
Fabulous Four var en svensk popgrupp som bildades 1964 i Stockholm och upplöstes 1968.

## Historia
Fabulous Four bildades på nyårsafton 1964. Bandet debuterade 1965 med singeln "Boom Boom" och slog först igenom i Italien med den egna låten "After All". År 1966 utkom gruppens första och enda studioalbum After All och bandet slog igenom i Sverige på hösten samma år med "Puff The Magic Dragon" som gick direkt in på Tio i topps första plats. Även "Island in the Sun", "Rythm of the Rain" och "Don't Go Out into the Rain" tog sig in på Tio i topp. Framgången med "After All" ledde till att gruppen erbjöds att skriva filmmusiken till  Jan Halldoffs film Livet är stenkul, där de också medverkar i en scen.
Bandet räknas som en av 1960-talets största svenska popgrupper. Undantaget Italien nådde de inga framgångar utomlands. Gruppen upplöstes 1968.
Allmusics Richie Unterberger har jämfört gruppen med The Kinks och The Monkees.

## Medlemmar
- Lalla Hansson, född 10 juni 1944, sång och bas
- Ulf Arvidsson, född 26 november 1946, sång och gitarr
- Björn Magnusson, född 15 juni 1945, sång och gitarr
- Jan Sandelin, född 7 december 1945, död 23 oktober 2021,[5]  trummor

## Diskografi

### Album
- 1966 – After All
- 1984 – Fabulous Four 1965–68 (samlingsalbum)
- 2003 – Fabulous Four (samlingsalbum)

### Singlar
- 1966 – "Boom Boom"
- 1966 – "Puff The Magic Dragon"
- 1966 – "Sheila"
- 1966 – "Rotten Rats"
- 1967 – "Man ska plåta den man älskar
- 1967 – "Island in the Sun"
- 1967 – "Anita, Change Your Mind"
- 1967 – "Don't Go Out into the Rain"
- 1967 – "Rythm of the Rain"
- 1968 – "Brown Eyed Girl"
- 1968 – "A Place in the Sun"
- 1968 – "Sitting on a Fence"